# Brooklyn Borough Hall

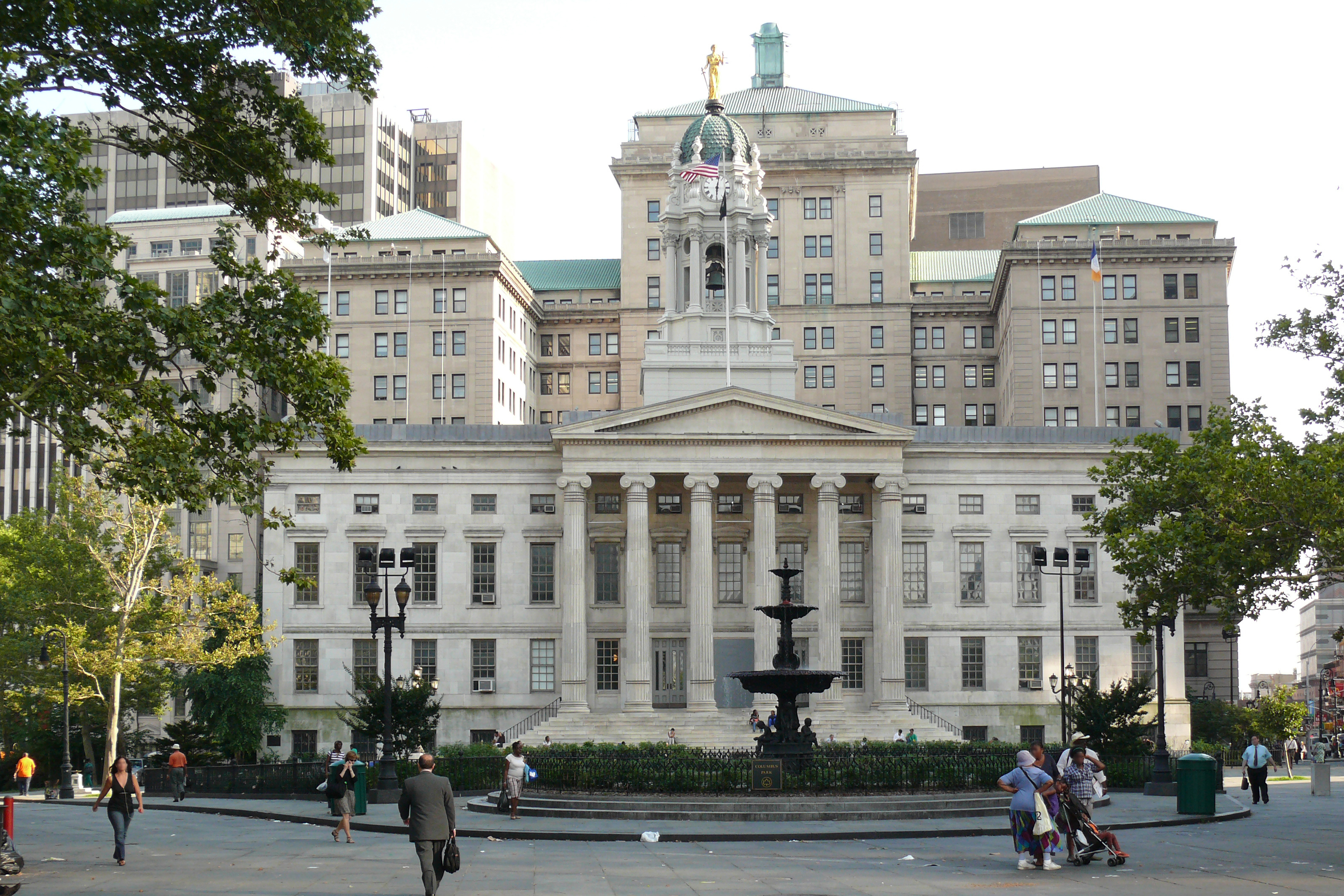
Die Brooklyn Borough Hall

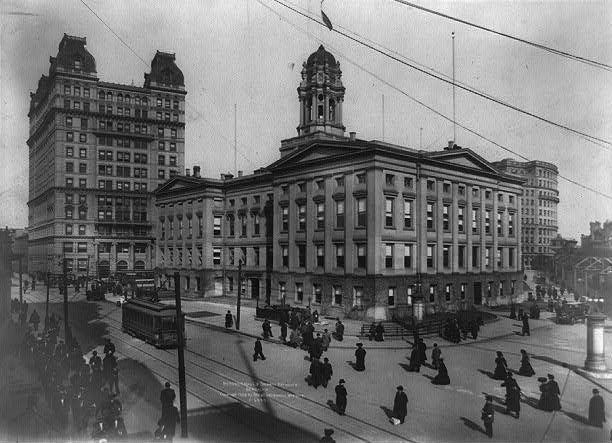
Das Gebäude im Jahr 1908

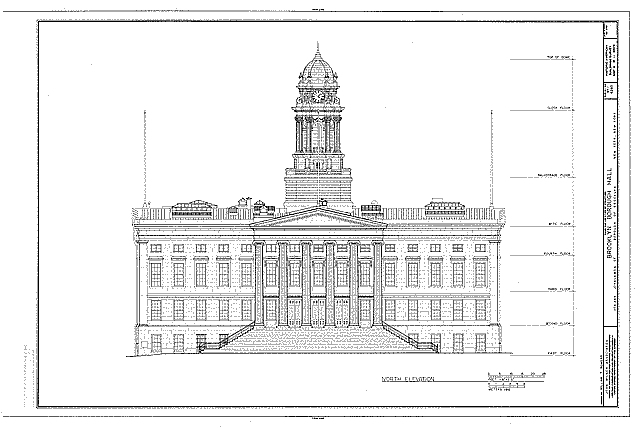
Eine Skizze des Gebäudes

Die Brooklyn Borough Hall ist das ehemalige Rathaus der Stadt Brooklyn und seit deren Eingliederung in die Stadt New York der Verwaltungssitz des Stadtbezirks.
Das Gebäude, das sich an der Joralemon Street befindet, wurde zwischen 1846 und 1851 errichtet und ist damit das älteste öffentliche Gebäude in ganz Brooklyn.

## Geschichte
Im Jahr 1835 wurde zunächst ein Wettbewerb veranstaltet, in dem ermittelt werden sollte, wer das neue Rathaus der Stadt bauen sollte. Dieser wurde von Calvin Pollard gewonnen, der als Bauart den Klassizismus wählte. Aufgrund von finanziellen Problemen mussten die Arbeiten am Rathaus bereits 1836 unterbrochen werden, als nur das Fundament errichtet war.
1845 wurde der Bau wieder aufgenommen und eine leicht vereinfachte Gestaltung von Gamaliel King für den weiteren Verlauf gewählt. Im Jahr 1848 wurde das noch nicht fertiggestellte Rathaus eröffnet, ehe die Konstruktion 1851 abgeschlossen wurde. 
Ursprünglich befanden sich in dem Gebäude das Büro des Bürgermeisters, der Verwaltungssitz des Stadtrates, ein Gericht und ein Gefängnis. Dies lässt sich auf die übliche Unterbringung aller öffentlichen Funktionen in einem Gebäude zu Beginn des 19. Jahrhunderts zurückführen.

## Architektur
Das im klassizistischen Stil errichtete Gebäude besitzt eine Reihe an markanten architektonischen Merkmalen. Neben der imposanten Treppe vor dem Eingang und den sechs kannelierten Säulen vor ebendiesem, ist die gusseiserne Kuppel auf dem Dach zu nennen, die als Ersatz für eine andere dient, die 1895 bei einem Feuer im Gebäude zerstört wurde. 
Auf der Kuppel befindet sich eine, erst im Jahr 1988 montierte, Justitia. Dies erfolgte im Laufe einer umfangreichen Restaurationsaktion des Gebäudes. Neben dem Austausch von speziellen Teilen am Dach des Hauses wurde unter anderem die Uhr am Gebäude repariert. 
Zudem wurden zahlreiche Laternen um das Gebäude herum platziert, die das historische Flair bewahren sollen.